# 청주시의 농어촌버스
청주시의 농어촌버스는 현재 30개의 청주시내버스가 관할하는 청원공영 권역별 순환버스와 1개의 면 단위 농협이 관할하는 마을순환버스로 구성되어 운행 중이다. 다만 청원공영 권역별 순환버스는 청주시내버스의 일부로 취급하기 때문에 여기서는 마을순환버스에 대해서만 다루기로 한다.

## 개요
2008년 청남농협을 시작으로, 2009년 오송농협, 남청주농협 순으로 마을순환버스가 신설 운행되었고, 2011년 4월 청남농협에 한 대가 증차되어 다섯 대로 운행하고 있다가 2012년에 오송농협이, 2014년에 청남농협이 운행을 철수하고 시내버스 업체에 노선을 양도하고 2024년 1월 청주콜버스로 이전되었다.

## 버스 노선
| 노선 번호 | 운행구간 | 운행구간 | 운행구간 | 경유지                                      | 운행 횟수 | 비고 |
| --------- | -------- | -------- | -------- | ------------------------------------------- | --------- | ---- |
| 1003      | 남이     | ↔        | 남이     | 비룡, 상발, 구암, 팔봉, 석실                | 1회       |      |
| 1003      | 남이     | ↔        | 남이     | 팔봉, 구암, 상발, 비룡, 산막, 석실, 외천2리 | 1회       |      |
| 1003      | 남이     | ↔        | 남이     | 등동, 동암                                  | 3회       |      |
| 1003      | 남이     | ↔        | 남이     | 외천3리, 사동2리, 석실                      | 2회       |      |
| 1003      | 남이     | ↔        | 남이     | 가마1리, 가좌, 석판                         | 2회       |      |
| 1003      | 남이     | ↔        | 남이     | 외천2리, 팔봉, 구암, 상발, 비룡, 외천3리    | 1회       |      |
| 1003      | 남이     | ↔        | 남이     | 외천2리, 산막, 비룡, 외천3리                | 1회       |      |
| 1003      | 남이     | ↔        | 남이     | 석실, 사동2리                               | 1회       |      |
| 1003      | 남이     | ↔        | 남이     | 팔봉, 상발, 비룡                            | 1회       |      |

## 운임
- 교통카드는 차내에 단말기 시설이 구비되어 있지 않아 사용할 수 없으며 운행 개시 이후로 여지껏 운임을 변경하지 않았다는 것이 특징이다.

| 종류 | 나이                    | 운임 (원)        |                  |
| ---- | ----------------------- | ---------------- | ---------------- |
| 일반 | 어른 (만 19세 이상)     | 500              |                  |
| 일반 | 청소년 (만 13세 ~ 18세) | 400              |                  |
| 일반 | 어린이 (만 7세 ~ 12세)  | 250              |                  |
| 일반 | 6km 이내 구간           | 구간에 따라 상이 | 구간에 따라 상이 |

## 운영권 양도
- 2012년 오송농협이 본 사업에서 철수함에 따라 오송읍 오지 노선[3], 오송생명단지↔청주국제공항(↔내수) 노선[4] 모두 폐지되었다.
- 2014년 청남농협이 본 사업에서 철수함에 따라 가덕면과 남일면 오지 노선[5], 문의면 오지 노선[6] 모두 우진교통에 매각되었다.
- 2024년 남청주농협이 본 사업에서 철수함에 따라 1003번이 청주콜버스로 이전되었다.